# Edith Södergran
 (juillet 2024).
Si vous disposez d'ouvrages ou d'articles de référence ou si vous connaissez des sites web de qualité traitant du thème abordé ici, merci de compléter l'article en donnant les références utiles à sa vérifiabilité et en les liant à la section « Notes et références ».
Edith Södergran est une poétesse finlandaise d'expression suédoise née en 1892 et morte en 1923, considérée comme l'un des plus grands poètes nordiques du XXe siècle.
Dans les pays nordiques, on présente parfois Edith Södergran comme une héritière des courants symbolistes français, expressionnistes allemands, et même futuristes russes. S'il est vrai qu'elle maîtrisait parfaitement l'allemand, et qu'elle connaissait le russe comme le français, la lecture d'un seul de ses poèmes rend peu pertinente la prise en compte de ces héritages, qu'il semble par ailleurs difficile de pouvoir concilier. Ces tentatives assez contradictoires afin de la rattacher à un mouvement démontrent bien l'originalité d'Edith Södergran, qui est vraiment une figure à part. Non qu'elle eût souhaité se retirer dans une tour d'ivoire, mais la maladie, comme l'isolement, ont contribué à donner à son œuvre une empreinte si particulière qu'elle semble encore aujourd'hui une voix étrange, surprenante. Pourtant, elle s'étonnait elle-même que l'on qualifiât son œuvre d'« originale ». L'originalité ne fut pas voulue, mais « naturelle ».

## Biographie
Edith Södergran naît le 4 avril 1892 à Saint-Pétersbourg, elle est la seule enfant ayant survécu du couple Matts et Helena Södergran. La famille s'installe dans une commune de Carélie, Raivola, où elle reste dix ans auprès de sa mère. Elle reçoit un enseignement multilingue à l'école allemande de Saint-Pétersbourg, où elle côtoie de jeunes Russes, Allemands, Suédois et Finlandais. Étrangement, malgré le multilinguisme de l'enseignement, elle ne suit aucun cours de suédois, qui sera sa langue d'écriture.
Matts Södergran fait faillite et dilapide rapidement l'argent de sa femme ; il semble que les relations de ses parents poussèrent Edith Södergran à adopter une méfiance certaine vis-à-vis des hommes, souvent cause de déceptions à travers son œuvre. Sans avoir été militante, ses poèmes témoignent parfois d'un reproche à leur encontre, eux qui s'accommodent très bien de leur domination sur les femmes, dont la personne réelle les intéresse assez peu :
Tu cherchais une fleur et trouvas un fruit.

Tu cherchais une source et trouvas une mer.

Tu cherchais une femme et trouvas une âme, tu es déçu.

(Dagen svalnar, le jour fraîchit)
La vie d'Edith Södergran est une succession d'événements tragiques, et surtout une rencontre permanente avec la mort ; sa sœur adoptive, une jeune fille recueillie par sa mère, nommée Singa, meurt, renversée par un train. En 1904, son père est atteint de la tuberculose. En 1906, gravement malade, il part résider au sanatorium de Nummela. Son état de santé continue à se détériorer et il meurt en 1907.
En novembre 1908 c'est Edith Södergran qui tombe malade, elle aussi, de la tuberculose. Elle sait désormais qu'elle a à peu près une chance sur trois de survivre plus de dix ans.
Elle emménage à son tour à Nummela, là même où elle vit son père s'éteindre. La première année, sa santé s'améliore, et elle peut retourner à Raivola pour l'été ; mais à l'automne son état s'aggrave et elle doit retourner au sanatorium. Les deux années qui suivent, la maladie gagne du terrain. Déprimée, se sentant prisonnière du sanatorium, elle ne cesse de rêver à d'autres contrées, rêves dont elle sait transfigurer la naïveté ; ces contrées ne sont pas autre chose, pour elle, que le refus de la mort, la fuite d'un couloir vers la mort qu'elle connaît déjà.
En 1911, accompagnée de sa mère, elle part pour Arosa, en Suisse, mais elle ne se porte guère mieux. C'est au sanatorium de Davos-Dorf qu'un docteur parvient à la remettre sur pied grâce à des soins particuliers. Elle semble alors guérie, et retourne à Raivola. Mais la maladie revient rapidement, très rapidement, et plus forte. Elle meurt chez elle, en 1923.

## Œuvre

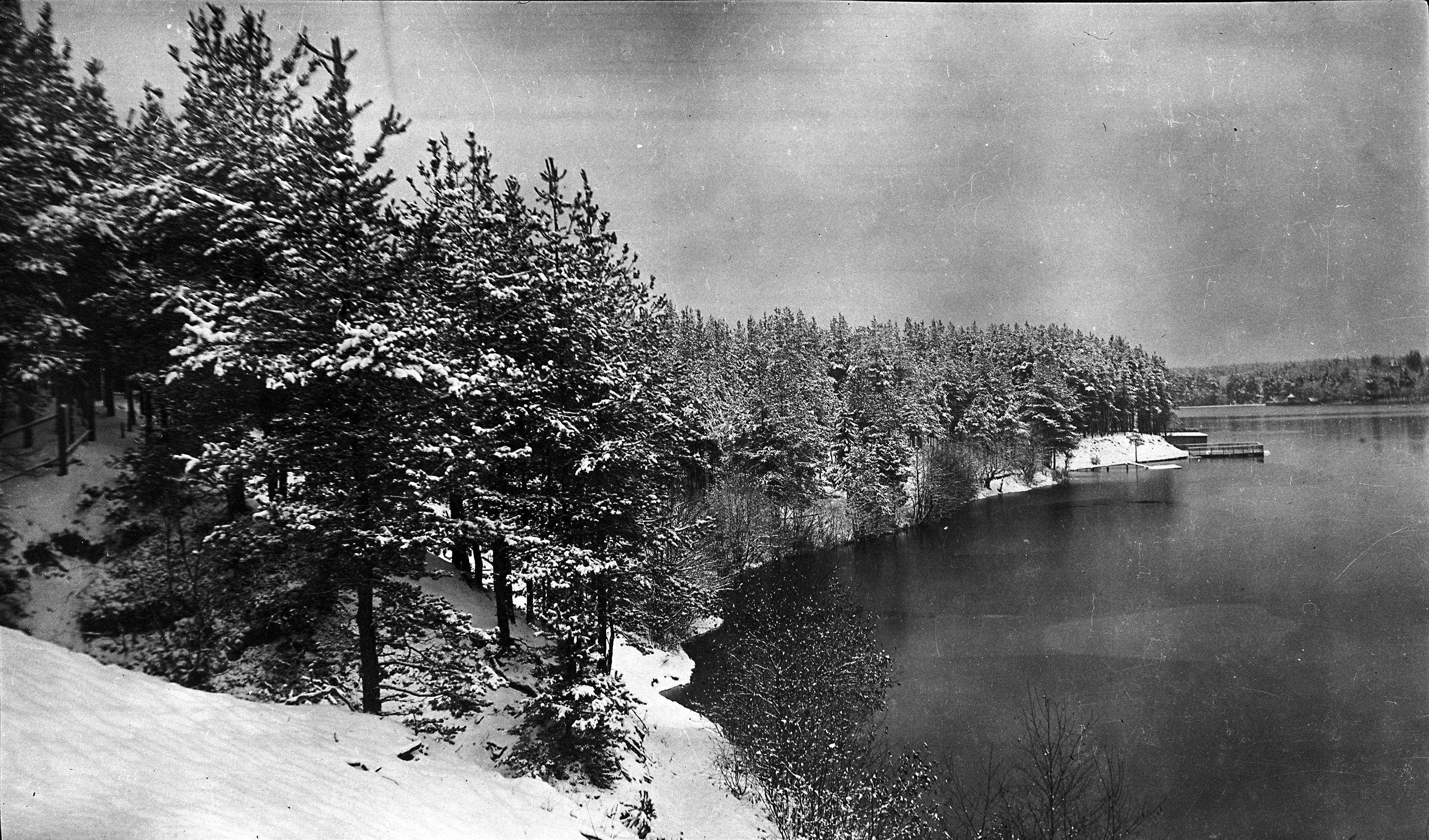
Photographie du lac Onkamo (Laponie) par Edith Södergran (étant également passionnée de photographie).

L'œuvre d'Edith Södergran est assez homogène. Si beaucoup de poèmes font part d'une impression fugitive, comme Stjärnorna, "les étoiles", dont les éclats parsèment son jardin, risquant de blesser le promeneur imprudent, d'autres évoquent des préoccupations plus métaphysiques. Mais l'essentiel de son œuvre témoigne d'une préparation à la mort. Mort parfois angoissante, parfois apaisante, et attendue.
Ici tout est mort et n’éveille aucune joie,

si ce n’est la flûte brisée que le printemps

a laissé sur la rive.
écrit-elle dans Den låga stranden, "la rive basse", mais elle dira, également, à la mort, dans Ankomst till Hades, "arrivée chez Hadès", son dernier poème :
Tu vas me montrer un pays merveilleux

où se tiennent de hauts palmiers

et où entre les piliers

vont les vagues du désir.
La rive est un lieu omniprésent. C'est de là qu'elle semble pouvoir observer au loin ce "pays qui n'est pas" :
Je me languis du pays qui n’est pas,

car tout ce qui est, je suis fatiguée de le désirer.
Cet étrange pays qui semble attirer l'être, en ce lieu frontière du rivage. Alors, la rive peut devenir comme le monde de l'homme : un entre-deux mondes, entre la vie impossible et une fin parfois souhaitée, parfois crainte, parfois refusée. L'optimisme, la confiance dans une éternité bienheureuse laisse place, la plupart du temps, à un constat amer. Sur cette rive, l'homme n'est pas chez lui : « On dit que je suis née en captivité ici pas un visage qui me soit connu. »
Et il ne reste alors qu'à observer cette vie décevante, et se résoudre à penser que ce lieu qui n'en est pas un, est tout ce que l'homme possède de certain :
Et rien n’est plus écœurant que la mort toute seule.

Nous devons aimer la vie de longues heures de maladie,

d’étroites années de désir comme de courts clins d’œil quand le destin fleurit.
Car il n'y a rien d'autre, qui soit sûr, tangible, sur lequel on puisse compter :
Calme toi, mon enfant, il n’y a rien,

et tout est tel que tu le vois : la forêt, la fumée et la fuite des rails.

Quelque part loin d’ici en terre lointaine

se trouve un ciel plus bleu et un mur avec des roses

ou un palmier et un vent plus doux et c’est tout.
ou encore :
Tout au fond de mon jardin se trouve un lac somnolent.

Moi qui aime la terre ne connaît rien de mieux que l’eau.

## Ouvrages traduits en français
- Le Pays qui n'est pas, traduction de Carl Gustaf Bjurström et Lucie Albertini, Paris, La Différence, 1992   (ISBN 2729108505)
- Poèmes, intégrale de l'œuvre poétique d'Edith Södergran, traduction et préface de Régis Boyer, postface de Pierre Grouix, Rafael de Surtis, 2010  (ISBN 9782846722032)
- Piet Lincken et Edith Södergran, Å, itinéraire suédois, Liège, Atelier de l'Agneau, 2011 ; éd. augmentée 2020.

Il est possible, en outre, de consulter certaines traductions épuisées, par exemple à la Bibliothèque Sainte-Geneviève (Paris).